# Schaubühne Lindenfels

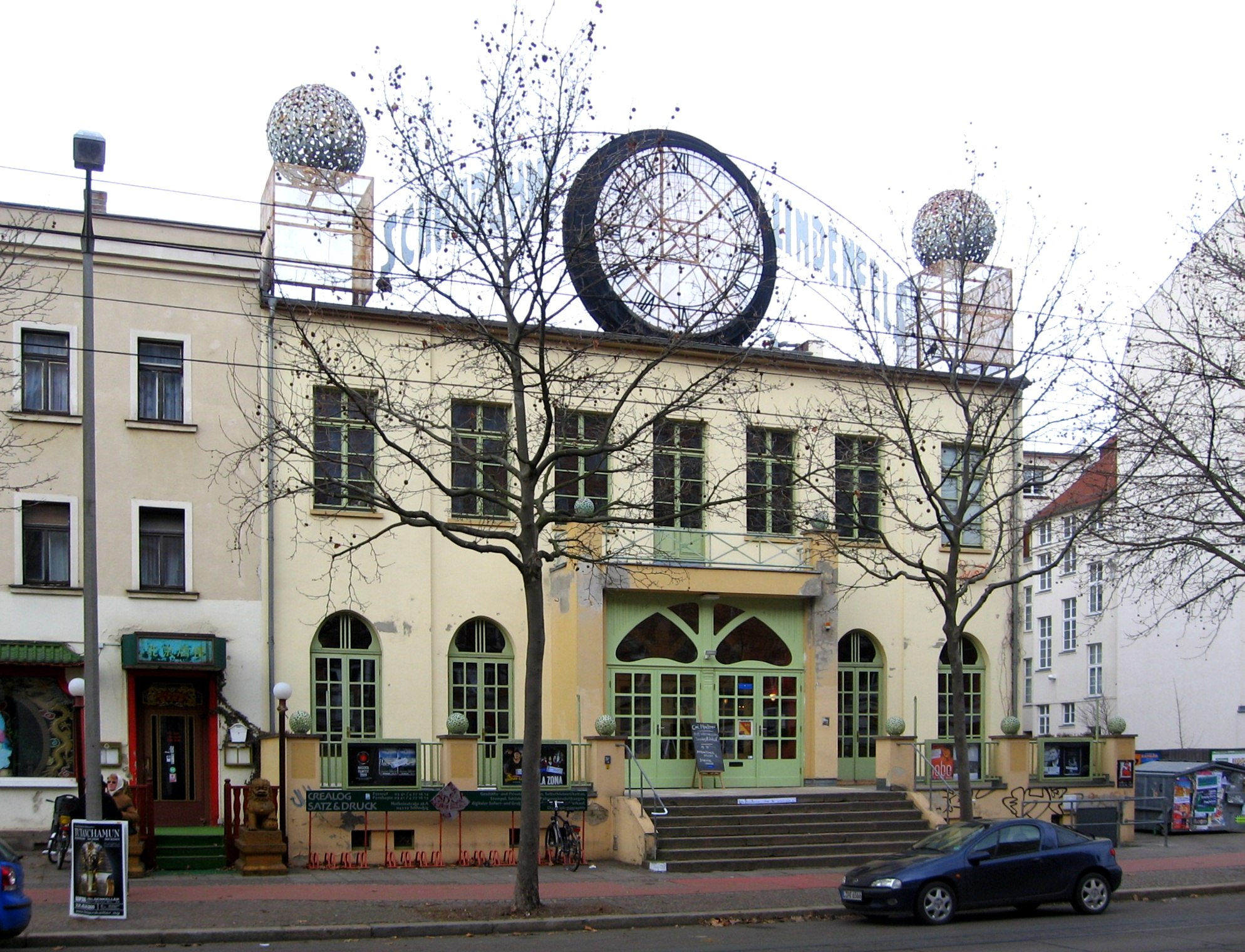
Die Schaubühne Lindenfels (2009)

Die Schaubühne Lindenfels ist eine interdisziplinäre Kultureinrichtung im Leipziger Westen. Sie besteht aus dem historischen Ballsaal, in dem Theater, Konzerte und weitere Veranstaltungen stattfinden, dem Grünen Salon im Obergeschoss, der vor allem als Programmkino genutzt wird und einer Bar im Foyerbereich.
Seit 2005 firmiert die Schaubühne Lindenfels als gemeinnützige Aktiengesellschaft (gAG) und ist damit das erste Theaterhaus in Deutschland, das als gemeinnützige Aktiengesellschaft betrieben wird. Ursprünglich verbargen sich hinter der Marke Schaubühne Lindenfels drei eigenständige Träger für den Theaterbetrieb, das Kino und die Gastronomie. Seit 2015 ist die Schaubühne Lindenfels gAG Trägerin des Kino- und Theaterbetriebes. Das Restaurant im Foyer des Hauses ist an einen Gastronomen verpachtet.
Die Schaubühne Lindenfels gAG erhält von der Stadt Leipzig und vom Freistaat Sachsen institutionelle Kulturförderung.

## Geschichte des Gebäudes
1874 errichtete der Leipziger Maurer Carl Schmidt in der Leipziger Straße (seit 1893 Karl-Heine-Straße) Ecke Hermannstraße (seit 1907 Hähnelstraße) eine Gastwirtschaft. 1876 erwarb Schmidt das Nachbargrundstück und baute innerhalb von drei Monaten eine Gesellschaftshalle für Tanz- und weitere Veranstaltungen an sein Lokal an.
Das von außen schmucklose Gebäude barg im Inneren einen prunkvollen Ballsaal mit einer von verzierten Säulen getragenen umlaufenden Galerie und einer Orchester-Muschel. Im viel kleineren Keller befand sich eine Kegelbahn. Wenig später errichtete Schmidt auf dem an der anderen Seite angrenzenden Grundstück (Hermannstraße 29) sein eigenes Wohnhaus, was ihn aber in finanzielle Schwierigkeiten brachte. So wurde 1880 die Credit- und Sparbank Eigentümerin aller Grundstücke.
1881 wurde Alexander Heyer neuer Eigentümer. Er plante, auf dem nächsten angrenzenden Grundstück (Hermannstraße 27) einen Concertgarten einzurichten, wozu es aber nicht kam, denn Heyer verkaufte 1890 an Theodor Wezel. Dieser errichtete 1892 hinter einer Umfriedung aus Ziegelsteinen schließlich doch eine Concertgarten-Anlage mit Laubengängen im Kolonialstil. Er ließ auch die Gesellschaftshalle renovieren, die daraufhin durch einen Durchgang mit dem Concertgarten verbunden wurde. Am 1. April 1899 verkaufte Wezel alle Liegenschaften an Johann Max Nohke.
Nohke beauftragte den Leipziger Gründerzeit-Architekten Emil Franz Hänsel, die Gesellschaftshalle erheblich zu erweitern und außerdem einen zweigeschossigen Kleinen Saal auf dem Gelände des ehemaligen Concertgartens in der Hermannstraße anzubauen (der heutige Lindenfels Westflügel). Dieser als eigenständiger Veranstaltungsort konzipierte Bau mit seinem acht Meter hohen Kuppelhimmel konnte bei Bedarf mittels handbetätigter Zahnradwellen verschiebbarer Jalousie-Wände mit dem Saal der alten Gesellschaftshalle verbunden werden. Teile dieser Konstruktion sind noch heute vorhanden. Am 23. September 1900 eröffnet schließlich der Ballhauskomplex Gesellschaftshalle zu Lindenau in der Karl-Heine-Straße 50. Die neue Gesellschaftshalle wurde mit einer gründerzeitlichen, vom Jugendstil inspirierten Schauseite mit Terrasse und Freitreppe geschmückt. Im neuen Haus gab es keine Küche, die Speisen wurden aus der Küche des Eckhauses über den Hof gebracht.

Großer Festsaal des Schlosses Lindenfels, heute der Ballsaal der Schaubühne Lindenfels (um 1905)

Auch Nohke hatte sich mit dem Umbau übernommen. So ging das Anwesen mit drei Gaststätten per Zwangsversteigerung am 2. Juli 1904 an Otto Besser, Teilhaber der Dampfbrauerei Zwenkau. Er benannte das Etablissement in Schloss Lindenfels um und veranstaltete dort jeden Freitag und Sonntag „Concert und Ball“, ab 1906 auch Kino. Die Kinovorführungen scheiterten jedoch, so dass Bessers Pächter, Carl Cramer, 1907 „Öffentliche Theatralische Veranstaltungen“ anbot. 1913 pachtete der Leipziger Kinobesitzer Joseph Fey den Saal und begann am 13. Februar 1913 wieder mit dem Kinobetrieb. 1922 erwarb dann Otto Morgenstern die Grundstücke. Er stellte das Lindenfels u. a. der Religionsgemeinschaft der Mormonen für Versammlungen zur Verfügung. Arthur Stoppe, seit 1931 Pächter des Schloss Lindenfels, zeigte bis 1945 hier Kinofilme.
1939 wurde das Anwesen geteilt. Morgensterns Witwe Martha verkaufte den Kleinen Saal an Willi Ludwig Karl Hücking, der ihn an die nebenan befindliche Ofenrohr- und Blechwarenfabrik Frölich verpachtete. Die Firma Frölich erhielt 1943 im Zuge eines Großauftrages (ständige Vorhaltung von 40 Tonnen Ofenrohren für den Einsatz bei Fliegerschäden) die Genehmigung zum Einzug einer Zwischendecke im Kleinen Saal. Damit erfolgte der endgültige Umbau zur Fabrik. Frölich betrieb auch in der DDR seine Firma weiter und baute 1957 ohne Genehmigung einen Lastenaufzug ein. Die Fabrik produzierte mindestens bis 1975. Daraufhin stand der heutige Lindenfels Westflügel ungefähr 20 Jahre leer, die Räume und Details des einzigartigen Jugendstilbaus blieben aber über die Dauer der verschiedenen Nutzungen hinweg erhalten.
Das Kino in der Karl-Heine-Straße wurde 1949 zu einem Volkseigenen Betrieb und hieß Lichtspieltheater Lindenfels. Es wurde 1956 saniert und war bis zu einer Heizkesselhavarie im Winter 1987 in Betrieb. Danach wurde die Heizungsanlage stillgelegt und das Kino geschlossen.

## Gegenwart

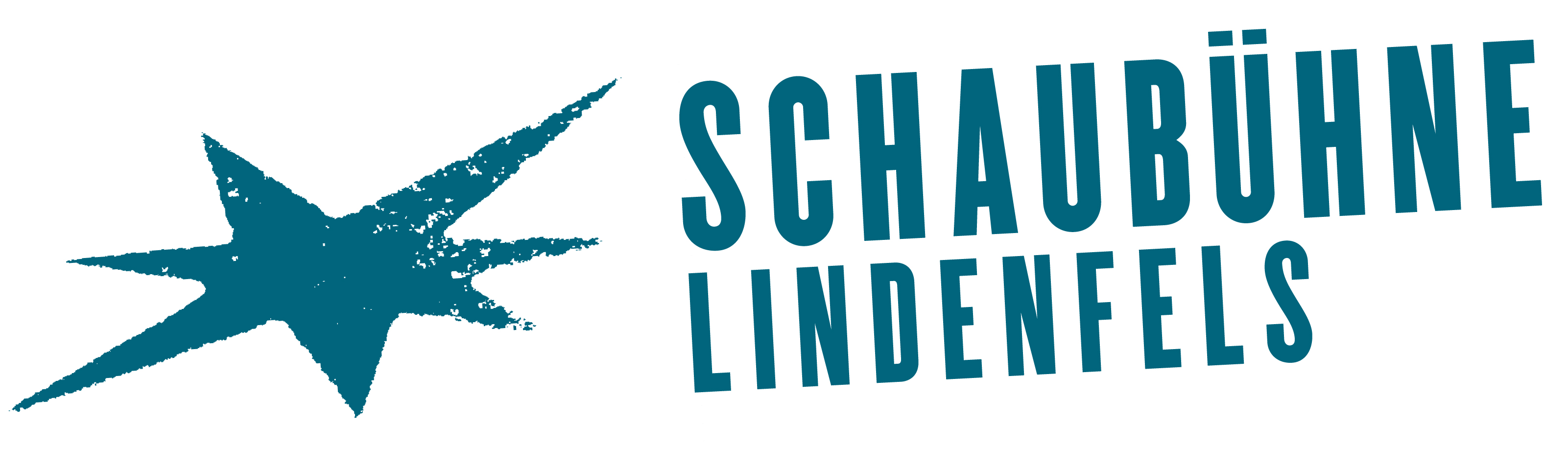
Logo der Schaubühne Lindenfels

Altes Logo (bis 2011)

Schauspieler vom Theaterhaus Jena entdeckten das brachliegende Gebäude 1993 und beschlossen, ein eigenes Theaterhaus zu gründen. Nach ersten Sanierungsarbeiten wurde es am 15. September 1994 mit der Premiere des Stücks Der Golem und der Vorführung des Films Letztes Jahr in Marienbad eröffnet.
Es folgten Tanz- und Theaterinszenierungen von den Gründern Anka Baier und René Reinhardt sowie von Regisseuren wie Sebastian Hartmann, Jan Jochymski, Tom Ryser, Nils Torpus und Andreas Sigrist, der auch die erste Performancereihe in Leipzig kuratierte: „Weisse Nächte“. Regisseure wie Volker Schlöndorff präsentierten ihre Filme. Nina Hagen, Ulla Meinecke, Funny van Dannen oder die Fehlfarben gaben Konzerte, Wiglaf Droste las regelmäßig im Lindenfels und Wladimir Kaminer lud zur Russendisko.
Neben dem Theater bildete von Anfang an die Filmkunst eine weitere Säule des Programms der Schaubühne. Neben dem Kino im „Grünen Salon“ wurde im Januar 1997 als weitere Niederlassung im Stadtteil Connewitz mit dem Film Die unerträgliche Leichtigkeit des Seins die Kinobar „Prager Frühling“ eröffnet. Nachdem die Schaubühne ihr Geschäft neu ausrichtete, wurden die beiden Filmspielstätten verkauft. Die Verantwortung für Kino/Filmkunst, Musik- und Literaturveranstaltungen im Stammhaus übernahm 2006 die Michael Ludwig & Christoph Ruckhäberle GbR. Die Spielstätte „Prager Frühling“ ging 2008 als wirtschaftlich selbständiges Kino an Miriam Pfeiffer (* 1973), Tochter des Theaterregisseurs Hermann Schein, die das Kino bereits seit seiner Eröffnung leitete. Im Juni 2009 stellte nach langen Verhandlungen mit der Schaubühne die Michael Ludwig & Christoph Ruckhäberle GbR ihren gewerblichen Kinobetrieb an diesem Standort ein, weil er nicht mehr kostendeckend war. In der Folge entstand ein von der Schaubühne Lindenfels gAG selbst veranstaltetes nicht-gewerblich organisiertes Kino mit einem deutlich reduzierten Programm. 
Die Schaubühne Lindenfels ist auf Fördergelder angewiesen. Da diese nicht in ausreichendem Maß fließen, stand das Haus schon mehrere Male vor dem Aus. 2002 rettete EnBW durch ein Sponsoring-Angebot den Kulturbetrieb vor der Schließung. Nachdem der Vermieter Insolvenz angemeldet hatte, wurde der bis 2005 abgeschlossene Mietvertrag hinfällig und es bestand die Möglichkeit, dass das Haus zwangsversteigert würde. Für eine langfristige Sicherung des Standorts war der Erwerb der Immobilie durch die Betreiber angebracht. Nach Gesprächen mit möglichen Partnern erklärten sich Brauerei und Stadt Leipzig bereit, das nötige Geld zur Verfügung zu stellen. Der Verein für internationale Theatererkundungen erwarb das sanierungsbedürftige Haus. Zur Refinanzierung des Kaufpreises wurde der bisherige Trägerverein in die Schaubühne Lindenfels gemeinnützige Aktiengesellschaft umgewandelt, die Eigentümerin der Immobilie ist. Mit dem Eintrag ins Handelsregister im August 2005 wurde die Umwandlung rechtsgültig vollzogen. Die Aktionäre werden nicht mit der Aussicht auf Dividende gelockt, sie erhalten für ihr Engagement in die Kultur Kunstaktien, gestaltet bislang von Thomas Moecker, Verena Landau, Christoph Ruckhäberle, Frank-Heinrich Müller, Thadeusz Tischbein und Wolfgang Krause Zwieback.
Im Jahr 2003 richtete das international renommierte Figurentheater Wilde & Vogel im Lindenfels Westflügel eine Produktions- und Aufführungsstätte ein, die seit 2005 unabhängig von der Schaubühne Lindenfels vom Lindenfels Westflügel e. V. betrieben wird. 
Als gewerblicher Mieter beteiligte sich außerdem die Nora Roman GmbH & Co. KG an der Programmvielfalt der Schaubühne. Sie war verantwortlich für Gastronomie, Musik- und Literaturveranstaltungen. Mit Eröffnung des Insolvenzverfahrens wurde die Gesellschaft im Sommer 2011 aufgelöst, und das nach Nora Roman, einer fiktiven Weltreisenden, Feministin und Muse zahlreicher Künstler, benannte Café und Restaurant wurde dann bis 2015 von der Schaubühne Lindenfels gAG selbst betrieben. Von 2015 bis 2017 bewirtschaftete die Schaubühne Lindenfels Betriebs-GmbH die Gastronomie im Foyerbereich, in dem dann von Ende 2017 bis Sommer 2020 die Caracan GmbH eine Tapas-Bar mit spanisch-mediterran inspiriertem Angebot gastierte. Seit Herbst 2020 ist die SchauWald Bar, betrieben von der Auwald Destille GbR, im Foyer der Schaubühne Lindenfels beheimatet.
Im August 2015 blieb das Haus wegen umfangreicher Sanierungsmaßnahmen geschlossen. Die Bauarbeiten umfassten die Instandsetzung des Kellerbereichs mit Lagerräumen, die Fußbodenerneuerung in der Küche, den Einbau eines Sanitärbereich in der Künstlergarderobe, die Erneuerung des Bodenbelags an Eingang und Terrasse, die Erneuerung der Dachentwässerung, die Sicherung und Restaurierung der Dachaufbauten und die Umgestaltung des Foyers und Gastronomiebereichs. 2016 wurde die Erneuerung des Parketts im Ballsaal sowie die Wiederherstellung der Verbindungsgalerie im Ballsaal und die Errichtung eines Seiteneingangs mit Laderampe zum Ballsaal durchgeführt. Außerdem wurde eine 17-kW-Photovoltaikanlage auf dem Flachdach installiert, die maßgeblich zur Energieversorgung der Schaubühne Lindenfels beiträgt. Im Frühjahr und Sommer 2021 kam es zu vorläufig letzten größeren Sanierungsmaßnahme: Das Fundament und die Außenwände des Gebäudes wurden trockengelegt und die energetische Sanierung (Fenster, Türen) wurde weiter vorangetrieben. Außerdem konnten die historischen Fußböden im Foyer und auf den Galerien im Ballsaal aufgearbeitet sowie die komplette Gastronomietechnik erneuert werden. Auch wurde im Zuge der Covid-Pandemie eine leistungsfähige Lüftungsanlage eingebaut und die Freitreppe sowie die Terrasse saniert.

## Auszeichnungen
- 2005: Sächsischer Initiativpreis für Kunst und Kultur[9]